# Фронда
Фронда (на френски: Fronde) (френско произношение: [fʀɔ̃d]) е наименованието на поредица от граждански войни във Франция между 1648 и 1653 г., в разгара на Френско-испанската война, започнала през 1635 година. Кралят се противопоставя на обединената опозиция, съставена от принцове, благородници, съдилищата (на френски: parlements), и голяма част от френския народ, и в крайна сметка я побеждава.
Във Фрондата се обособяват две отделни кампании, Фронда на парламентите (1648 – 1649) и Фронда на благородниците (1650 – 1653). Началото на първата кампания е непосредствено след подписването на Вестфалския мир (1648), с който завършва Тридесетгодишната война.

## Фронда на парламентите (1648 – 1649)
Началото на Фрондата е провокирано от политиката на кардинал Мазарини, който продължава линията на управление на предшественика си кардинал Ришельо, с която иска да увеличи властта на короната за сметка на благородниците. През 1648 г. той налага данък на членовете на Парижкия парламент, които са почти изцяло аристократи или богати граждани. Членовете на парламента не само отказват да платят, но и отменят всички останали финансови декрети на кардинала. Мазарини заповядва магистратите да бъдат задържани, което води до бунт в Париж и 10-годишният тогава Луи и придворните му са принудени да бягат от града.

## Фронда на благородниците (1650 – 1653)
Много благородници се присъединяват към въстанието с цел да възстановят отнетите им от Ришельо свободи – между тях и по-малкият брат на кръвния роднина на краля принц Конде. Ядрото на въоръжените банди с лидери благородници, тероризирали части от Франция в този период, е закалено в продължилата цяло поколение война в Германия, където войските все още предпочитат да действат самостоятелно. Самият принц Конде решава да остане лоялен на кралското семейство и обсажда Париж, като принуждава Парламента да се предаде и да възстанови властта на Мазарини. Кардиналът обаче пренебрегва заслугите му и възмутеният Конде влиза в таен съюз с доскорошните си врагове. През януари 1650 г. той е разкрит и арестуван от Мазарини. Последвалата амнистия слага край на затворничеството му (1651) и той вдига бунт срещу краля и неговия министър. Кралското семейство отново бяга, а този път Конде е най-видният сред въстаниците. Той сключва съюз с Испания, но в битката срещу Тюрен пред стените на Париж едва не бива заловен и се спасява само защото гражданите неочаквано отварят зад гърба му градските порти. През 1652 г. Конде е принуден да избяга при испанците и те с готовност го назначават за техен генерал, така че в продължение на 7 години Конде се бие срещу своята родина (според собственото му обяснение – срещу Мазарини).

## Последици
Луи XIV, който като млад владетел е впечатлен от опита на Фрондата, започва реорганизация на френските бойни сили в посока на по-строга йерархия и назначаване на военачалниците от краля. А. Лойд Мут твърди, че кардинал Мазарини първоначално предприема грешни стъпки, но в крайна сметка се справя добре. Фрондата представлява един последен опит на френското благородничество в битката с краля, и то е победено. В дългосрочен план, резултатът е засилване на кралската власт, но отслабване на икономиката. Фрондата улеснява появата на абсолютната монархия.

## Етимология
На френски думата фронда означава „прашка“; парижките тълпи използвали прашки, за да чупят прозорците на привържениците на кардинал Мазарини.